# Ducati 749
De Ducati 749 is een 90° V-twin desmodromische klep aangedreven motorfiets gebouwd door Ducati tussen 2003 en 2006. Hij is ontworpen door Pierre Terblanche. De 749 was beschikbaar als de 749, 749 Dark, 749S en 749R . Hij deelt veel van zijn onderdelen met de 999, met uitzondering van een iets kleinere 180/55 profielachterband, kleinere cilinders en verschillende cilinderkoppen ten opzichte van de 999, waardoor hij een kleinere cilinderinhoud heeft: 748 cc. Deze kleinere motor is wel hoger in toeren, maar produceert een lager piekvermogen dan de grotere motor die wordt gebruikt in de 999. Het 749S-model, zoals de 999, heeft functies die zelden worden aangetroffen op productiemotoren, waaronder instelbare balhoofdhoek (23,5° of 24,5°) en verstelbare verstelplaatsen met vijf standen. 
Een beperkt aantal van de 749 werd gefabriceerd als een raceversie - de 749R - elk met hun productienummer op de drievoudige klem gestempeld - en kostte aanvankelijk bijna tweemaal zo veel als het oorspronkelijke 749 basismodel. Dit racemodel was lichter, had een kortere slag, grotere boring en grotere kleppen, waardoor het efficiënter kon draaien met een hoger toerental, en dus meer koppel en vermogen produceerde dan de 749 / S-modellen. De 749R kwam ook met een grotere brandstoftank (18,3 L) ; slipkoppeling; Öhlins- vorken, schok- en stuurdemper; titanium kleppen, klepgeleiders en verbindingsstangen. Het model uit 2004 had koolstofvezel stroomlijningen. 
De 749 werd vervangen door de Ducati 848 voor het modeljaar 2008. 

## Specificaties

### Chassis
- Voorwielophanging: Showa 43 mm ondersteboven volledig verstelbare vork
- Voorwiel naloop: 125 mm (4,9 in)
- Voorwiel: Y-vormige 5-spaaks lichtlegering 3,50 × 17
- Achterwielophanging: Progressieve koppeling met volledig instelbare Sachs-monoshock
- Achterwielaandrijving: 128 mm (5,0 in)
- Achterwiel: Y-vormige 5-spaaks lichtlegering 5,50 × 17
- Instrumenten: Snelheidsmeter, toerenteller, grootlichtindicator, richtingaanwijzers, oliedrukwaarschuwingslampje, waarschuwingslampje voor laag brandstofverbruik, neutraal licht, watertemperatuur, buitentemperatuurmeter, brandstofverbruik, batterijspanning, startblokkeersysteem
- Versies: Biposto & Monoposto

### Transmissie
- Versnellingsbak: 6 versnellingen
- Verhoudingen: 1e 37/15, 2e 30/17, 3e 28/20, 4e 26/22, 5e 24/23, 6e 23/24
- Primaire aandrijving: rechte tandwielen; verhouding 1,84
- Koppeling: droge multiplaat met hydraulische bediening

### Vermogen
Max. vermogen: 76 kW / 103 pk @ 10.000 tpm
Max. koppel: 77 Nm @ 8.500 tpm